# Dzhanokmenia nikolskajae
Dzhanokmenia nikolskajae är en stekelart som först beskrevs av Kostjukov 1984.  Dzhanokmenia nikolskajae ingår i släktet Dzhanokmenia och familjen finglanssteklar. Inga underarter finns listade i Catalogue of Life.